# Salvatore Sanzo

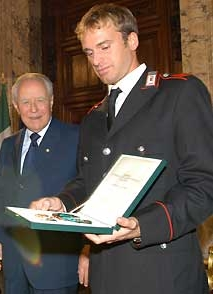
Salvatore Sanzo

Salvatore Sanzo (* 26. November 1975 in Pisa) ist ein italienischer Florettfechter. Sanzo wurde bei den Olympischen Sommerspielen 2004 in Athen Olympiasieger mit dem italienischen Florettteam. In der Einzelkonkurrenz gewann er die Silbermedaille.

## Erfolge
- Olympische Spiele
  - Sydney 2000: Bronze im Mannschaftswettbewerb
  - Athen 2004: Silber im Einzel, Gold im Mannschaftswettbewerb
  - Peking 2008: Bronze im Einzel
- Junioren-Weltmeisterschaften:
  - 1995: Silber im Einzel, Gold im Mannschaftswettbewerb
- Weltmeisterschaften
  - Kapstadt 1997: Bronze im Mannschaftswettbewerb
  - La Chaux-de-Fonds 1998: Bronze im Einzel
  - Nimes 2001: Gold im Einzel
  - Havanna 2003: Gold im Mannschaftswettbewerb
  - Leipzig 2005: Gold im Einzel
- Europameisterschaften
  - Bozen 1999: Gold im Einzel, Gold im Mannschaftswettbewerb
  - Madeira 2000: Gold im Einzel, Bronze im Mannschaftswettbewerb
  - Gent 2007: Bronze im Einzel, Bronze im Mannschaftswettbewerb
- Universiade
  - Peking 2001: Silber im Mannschaftswettbewerb